# Puente de Brickell Avenue
El puente de Brickell Avenue (en inglés: Brickell Avenue Bridge) es un puente basculante situado en Downtown Miami (Florida, Estados Unidos) que soporta la Brickell Avenue, parte de la U.S. Route 1 (US 1), y cruza el río Miami. El puente de Brickell Avenue fue construido originalmente en 1929 y reemplazado en 1995.
En 2006, el puente de Brickell Avenue fue ensanchado con un carril adicional hacia el norte para reducir el cuello de botella que creaba en el tráfico de Downtown Miami. Previamente, tenía tres carriles hacia el sur, pero solo dos hacia el norte. Actualmente, tiene tres carriles en cada sentido, así como una pasarela peatonal a ambos lados. Aun así, el puente causa frecuentes atascos de tráfico en la ajetreada Brickell Avenue cuando se abre. De acuerdo con el Departamento de Transporte de la Florida (FDOT), el puente se abrió 4990 veces en 2010.
La estatua que adorna el puente es un monumento de bronce de 16 metros de altura encargado por el FDOT y realizado por el escultor cubano Manuel Carbonell en 1995. El Pilar de la historia es una columna de 11 metros de altura con bajorrelieves que narran gráficamente las vidas de los indios tequesta, los primeros pobladores de la zona de Miami, y contiene un total de 158 figuras. En su cima se encuentra una escultura de bronce de 5 metros, Familia tequesta, que muestra a un guerrero tequesta apuntando con una flecha al cielo, buscando un espacio en la eternidad, con su esposa y su hijo a su lado, mientras el hijo se cubre el rostro en espera de su extinción.
Carbonell también realizó cuatro bajorrelieves de 1.2 metros por 2.4 metros, que fueron instalados en hornacinas en los pilares que sostienen el puente. Estos relieves rinden homenaje a los fundadores y primeros pioneros de Miami: William y Mary Brickell, Henry Flagler, Marjory Stoneman Douglas y Julia Tuttle.